# Districtul Mae Fa Luang
Mae Fa Luang (în thailandeză แม่ฟ้าหลวง) este un district (Amphoe) din provincia Chiang Rai, Thailanda, cu o populație de 76.613 locuitori și o suprafață de 641,404 km².

## Componență
Districtul este subdivizat în 4 subdistricte (tambon), care sunt subdivizate în 87 de sate (muban).
| Nr. | Nume           | În thailandeză | Sate | Locuitori |  |
| --- | -------------- | -------------- | ---- | --------- |  |
| 1.  | Thoet Thai     | เทอดไทย        | 24   | 22,526    |  |
| 2.  | Mae Salong Nai | แม่สลองใน       | 29   | 25,428    |  |
| 3.  | Mae Salong Nok | แม่สลองนอก      | 13   | 15,028    |  |
| 4.  | Mae Fa Luang   | แม่ฟ้าหลวง       | 21   | 13,631    |  |